# Влашич-Брдо
Влашич-Брдо (хорв. Vlašić Brdo) — населений пункт у Хорватії, у Загребській жупанії у складі громади Жумберак.

## Населення
Населення за даними перепису 2011 року становило 2 осіб.
Динаміка чисельності населення поселення:

## Клімат
Середня річна температура становить 9,83 °C, середня максимальна – 23,75 °C, а середня мінімальна – -5,84 °C. Середня річна кількість опадів – 1147 мм.
| Клімат поселення                              | Клімат поселення | Клімат поселення | Клімат поселення | Клімат поселення | Клімат поселення | Клімат поселення | Клімат поселення | Клімат поселення | Клімат поселення | Клімат поселення | Клімат поселення | Клімат поселення | Клімат поселення |
| Показник                                      | Січ.             | Лют.             | Бер.             | Квіт.            | Трав.            | Черв.            | Лип.             | Серп.            | Вер.             | Жовт.            | Лист.            | Груд.            |                  |
| Середній максимум, °C                         | 6,48             | 7,92             | 11,57            | 15,66            | 20,45            | 23,75            | 22,65            | 22,10            | 18,41            | 13,45            | 8,00             | 4,47             |                  |
| Середня температура, °C                       | 0,32             | 1,74             | 5,40             | 9,50             | 14,30            | 17,59            | 19,33            | 18,77            | 15,08            | 10,13            | 4,67             | 1,14             |                  |
| Середній мінімум, °C                          | −5,84            | −4,4             | −0,74            | 3,34             | 8,16             | 11,44            | 15,98            | 15,45            | 11,75            | 6,80             | 1,35             | −2,19            |                  |
| Норма опадів, мм                              | 56               | 62               | 81               | 92               | 94               | 124              | 109              | 112              | 111              | 109              | 112              | 85               |                  |
| Середньомісячна швидкість вітру, м/с          | 1.56             | 1.71             | 2.10             | 2.03             | 1.92             | 1.75             | 1.68             | 1.56             | 1.49             | 1.56             | 1.67             | 1.63             |                  |
| Середньомісячна сонячна радіація, кДж/м²·день | 4179             | 6866             | 10278            | 14661            | 18803            | 20443            | 21565            | 18346            | 13663            | 8675             | 4582             | 3388             |                  |
| --------------------------------------------- | ---------------- | ---------------- | ---------------- | ---------------- | ---------------- | ---------------- | ---------------- | ---------------- | ---------------- | ---------------- | ---------------- | ---------------- | ---------------- |
| Джерело:                                      |                  |                  |                  |                  |                  |                  |                  |                  |                  |                  |                  |                  |                  |